# のりたいでんしゃ はしるきかんしゃ
「のりたいでんしゃ はしるきかんしゃ」は、1987年にフジテレビの子供向けのテレビ番組『ひらけ!ポンキッキ』の中で挿入歌として用いられた楽曲。規格品番は6G-0092。

## 概要
「はたらくくるま」を歌った、のこいのこによる、鉄道車両を紹介する歌。それぞれ4種類、全部で12種類の鉄道車両が紹介されている。

## 収録曲
1. のりたいでんしゃ はしるきかんしゃ[1]（3:19）
  - 作詞：伊藤アキラ / 作曲：越部信義 / 編曲：馬飼野俊一 / 歌：のこいのこ
2. かまっておんど[2]（3:22）
  - 作詞：つかこうへい / 作曲：中村弘明 / 編曲：小林信吾 / 歌：大竹しのぶ

## 紹介車
- 新幹線（東海道新幹線100系）
- L特急（183系「あずさ」）
- 展望車（小田急ロマンスカー3100形NSE）
- ブルートレイン（EF66形・24系「はやぶさ」）
- 登山電車（箱根登山鉄道1000形「ベルニナ号」）
- 貨物列車（EF65形電気機関車）
- ラッセル車（DE15形ディーゼル機関車）
- 蒸気機関車（国鉄C11形蒸気機関車）
- 快速電車（埼京線103系）
- モノレール（東京モノレール羽田空港線700形電車）
- 地下鉄（東京メトロ(旧営団地下鉄)有楽町線7000系）
- リニアモーターカー（宮崎リニア実験線MLU002）
- サビ（近鉄30000系「ビスタカー3世」、東海道新幹線0系）

## 収録アルバム
- ひらけ!ポンキッキ のりもの&どうぶつ大全集（1993年2月19日、ポニーキャニオン）
- ポンキッキスーパーベスト2 はたらくくるま（1994年7月21日、ポニーキャニオン）

## カバー
コロムビア版では、山野さと子によるカバーも存在する。
- コロちゃんパック 歌の科学館シリーズ のりものの歌〜でんしゃ・きかんしゃ〜（2005年6月22日、日本コロムビア）[4]
- ほいくえん・ようちえんでうたう歌＆きく音楽(2008年2月20日、日本コロムビア)[5]
- どうようではっけん♪〜どうぶつ・きせつ・のりもの〜（2008年6月18日、日本コロムビア）[6]
- コロムビアキッズ　おうちでできる 音楽子育て♪ のりものソング 〜はたらくくるま〜（2017年7月19日、日本コロムビア）[7]

バンダイで発売されたVHS「のりもの探検隊 のりもののうた」では、中尾隆聖と佐久間レイが歌っているが、二番は省略されている。